# Gésine Hackenberg
Gésine Hackenberg (Mainz, 1972) is een Duits beeldend kunstenaar die actief is als sieraadontwerper en edelsmid. Zij leeft en werkt in Amsterdam.

## Biografie
Hackenberg is opgeleid aan de Fachhochschule te Pforzheim (1996-1999) en aan de Gerrit Rietveld Academie te Amsterdam (1998-2001).
In haar werk geeft Hackenberg gewone objecten als serviesgoed, bestek en ander keukengerei een nieuwe rol als sieraad. Zo transformeerde zij vele lepels tot draagbaar object. Verder gebruikt Hackenberg materialen als keramiek, edele metalen, Japans lakwerk en glas.

## Tentoonstellingen
- 2000 - Crossroads, Galerie Marzee, Nijmegen
- 2004 - Somethings, Galerie Ra, Amsterdam
- 2006 - Radiant, 30 jaar Ra, Galerie Ra, Amsterdam
- 2009 - Delft op de kaart, Galerie Lous Martin, Delft
- 2009 - Still lifes, Galerie Ra, Amsterdam
- 2011 - Ontketend, grenzeloze sieraden, Museum voor Moderne Kunst Arnhem
- 2012 - Un peu de la terre sur la peau, Musée des Arts Décoratifs, Parijs
- 2013 - Daily Delicious, Galerie Ra, Amsterdam
- 2013 - Dare to wear, sieraden uit de collectie Paul Derrez / Willem Hoogstede, CODA, Apeldoorn
- 2014 - Kettingreacties, sieraden en fotografie van Claartje Keur, CODA, Apeldoorn